# 大幡基夫
大幡 基夫（おおはた もとお、1951年11月25日 - ）は日本の政治家。衆議院議員（日本共産党公認）を1期務めた。日本共産党中央委員会幹部会委員。

## 来歴
大阪府大阪市出身。大阪府立阪南高等学校を経て、立命館大学経営学部中退。日本民主青年同盟中央委員会及び日本共産党豊能地区委員会・大阪府委員会の各委員長を務めた後、2000年の第42回衆議院議員総選挙で比例近畿ブロックから出馬し初当選を果たす。
2003年の第43回衆議院議員総選挙には出馬せず引退。その後は選挙対策局長、書記局次長などとして活動。